# Aloizio Mercadante
Aloizio Mercadante Oliva (Santos, São Paulo, 13 de maig de 1954) és un economista i polític brasiler. Va ser un dels fundadors del Partido dos Trabalhadores, el febrer de 1980, i va servir com a vicepresident del partit de 1991 a 1999. Va assumir la presidència del Parlament del Mercosur («Parlasur») el 9 d'agost de 2010.